# Arbeidsinkomsten
Arbeidsinkomen of arbeidsinkomsten is de benaming voor het gezamenlijke bedrag dat met tegenwoordige arbeid wordt genoten. Het bedrag is in Nederland onder meer van belang voor het berekenen van de hoogte van de arbeidskorting. Het is een onderdeel van het "inkomen uit werk en woning" (box 1).
Inkomsten uit tegenwoordige arbeid zijn:
- winst uit onderneming
- loon
- resultaat uit overige werkzaamheden

mits ze het resultaat zijn van een bron van inkomen. Met deze eis wordt vermeden dat de negatieve opbrengst van een hobby een aftrekpost oplevert.
De winst / het resultaat is naast de opbrengst van de arbeid ook de opbrengst van het kapitaal. De waarde van de zaak hoeft dan ook niet in box 3 te worden opgegeven. 
Onder loon uit tegenwoordige arbeid wordt mede verstaan inkomsten genoten wegens tijdelijke arbeidsongeschiktheid (loondoorbetaling bij ziekte), maar niet uitkeringen op grond van de Wet werk en inkomen naar arbeidsvermogen en de Wet op de arbeidsongeschiktheidsverzekering.

## Inkomsten in verband met arbeid
Onder "inkomsten in verband met arbeid" wordt onder meer verstaan uitkeringen wegens werkloosheid of arbeidsongeschiktheid. Inkomsten uit tegenwoordige arbeid vallen er niet onder.